# In situ
În biologie, in situ este intermediar intre in vivo și in vitro, înseamnând să examineze fenomenul la fața locului, în același mediu.
În arheologie, termenul înseamna în locul în care obiectul a fost descoperit la săpături. De ex. o fotografie a unei fibule in situ arata obiectul în locul descoperirii sale, și deci in contextul stratigrafic autentic din momentul săpăturilor, permițind punerea în relație cu alte elemente arheologice.